# Jared S. Gilmore
Jared Scott Gilmore (San Diego, 30 maggio 2000) è un attore statunitense, divenuto famoso per il suo ruolo in Mad Men come Bobby Draper e per la serie C'era una volta come Henry Mills.

## Filmografia

### Cinema
- Opposite Day, regia di R. Michael Givens (2009)
- Piacere, sono un po' incinta (The Back-up Plan), regia di Alan Poul (2010)
- Una tata per Natale (A Nanny for Christmas), regia di Michael Feifer (2010)
- Overnight, regia di Valerie Breiman (2012)

### Televisione
- Eleventh Hour – serie TV, episodio 1x08 (2008)
- Senza traccia (Without a Trace) – serie TV, 1 episodio (2008)
- Roommates – serie TV, episodio 1x12 (2009)
- Mad Men – serie TV, 19 episodi (2009-2010)
- Hawthorne - Angeli in corsia (Hawthorne) – serie TV, 3 episodi (2010)
- Men of a Certain Age – serie TV, 1 episodio (2010)
- Wilfred – serie TV, episodio 1x08 (2011)
- C'era una volta (Once Upon a Time) – serie TV, 139 episodi (2011-2018)

## Vita privata
Jared ha una sorella gemella di nome Taylor.
Ha anche due cani, Emma e Cooper, un gatto chiamato Tiger e un coniglio chiamato Benjalina.

## Doppiatori italiani
Nelle versioni in italiano delle opere in cui ha recitato, Jared S. Gilmore è stato doppiato da:
- Francesco Ferri in Una tata per Natale, C'era una volta

## Riconoscimenti
- 2012 – Young Artist Award

- - Vinto Migliore parte in una serie TV da parte di un giovane attore per C'era una volta
- 2009 – Screen Actors Guild

- - Vinto Screen Actors Guild Award per il miglior cast in una serie drammatica per Mad Men